# Morten Jørgensen
Pour les articles homonymes, voir Jørgensen.
Morten Jørgensen, né le 23 juin 1985 à Naestved, est un rameur danois.

## Biographie
Lors des Jeux olympiques de 2012, Morten Jørgensen termine troisième du quatre sans barreur poids légers au sein de l'équipage danois, composé également de Kasper Winther Jørgensen, Jacob Barsøe et Eskild Ebbesen.

### Palmarès

#### Aviron aux Jeux olympiques
- 2008 à Pékin,  Chine
  -  Médaille d'or en quatre sans barreur poids légers
- 2012 à Londres,  Royaume-Uni
  -  Médaille de bronze en quatre sans barreur poids légers

#### Championnats du monde d'aviron
- 2009 à Poznań,  Pologne
  -  Médaille d'argent en quatre sans barreur poids légers